# Mölln
Mölln is een gemeente in de Duitse deelstaat Sleeswijk-Holstein, gelegen in de Kreis Hertogdom Lauenburg. De plaats telt 19.282 inwoners en is daarmee de op een na grootste stad van het district. Mölln heeft enige bekendheid als de stad waar Till Eulenspiegel begraven zou zijn.

## Geografie
Het oude centrum van Mölln ligt op een heuvelachtig schiereiland dat een eindmorene is. Het schiereiland is alleen vanuit het zuiden over land te bereiken. De andere zijden worden omgeven door de Stadtsee en de Schulsee, die deel uitmaken van een keten van meren in het dal van de Pinnau. De bebouwing van de stad ligt vooral ten zuiden van het centrum waar ook het station aan de lijn Lübeck-Büchen ligt. Ten zuidoosten ligt de wijk Waldstadt die op het terrein van een oude munitiefabriek is aangelegd.
Mölln ligt ongeveer dertig kilometer ten zuiden van Lübeck aan de toeristische Alte Salzstrasse die Lübeck met Lüneburg verbindt. Ten westen van de stad loopt het Elbe-Lübeckkanaal.

## Geschiedenis
De oudste vermelding van de naam Mölln dateert uit 1188 toen keizer Frederik Barbarossa vastlegde dat de nederzetting buiten de invloed van Lübeck viel. De naam Mölln is van Slavische oorsprong en betekent "plaats aan troebel water". Hoewel het stadswapen met het molenrad anders doet vermoeden is de naam dus niet ontleend aan een molen.
Mölln kreeg stadsrechten volgens Lübecks model toen het tussen 1201 en 1227 in Deens bezit was. Na de slag bij Bornhöved (1227) werd de stad deel van het Hertogdom Saksen, vanaf 1296 het Hertogdom Saksen-Lauenburg. Tussen 1321 en 1401 was dit gesplitst in een linie Ratzeburg-Lauenburg en een linie Mölln-Bergedorf, waarbij Mölln tot het laatste gebied behoorde.
Aangezien de hertogen chronisch in geldnood waren werd de stad regelmatig als onderpand voor een lening gegeven. Vooral de Hanzestad Lübeck wilde graag Mölln in bezit hebben, aangezien deze op een strategische plaats aan de economische belangrijke zoutroute naar Lüneburg lag. Het lukte de hanzestad om van 1359 tot 1683 de stad in onderpand te houden. Ter bescherming van haar belangen stelde Lübeck een "Stadhauptmann" aan. In deze periode werd het stadhuis gebouwd, de stad versterkt en werd ook het Stecknitz-Delvenau-kanaal (1398) gegraven dat de waterscheiding tussen de Elbe en de Oostzee doorbrak. Dit was het eerste kanaal in Europa dat door middel van een sluizensysteem een waterscheiding wist te overwinnen. In 1530 werd Mölln luthers. In 1667 werd Lübeck door het Rijkskamergerecht te Spiers veroordeeld om Mölln tegen betaling weer af te staan aan de hertogen van Saksen-Lauenburg. De hanzestad wist haar heerschappij nog te rekken tot 1683, maar toen was Mölln weer onderdeel van het hertogdom waar zij formeel al die tijd toe behoord had.
In 1689 stierf het geslacht van de hertogen van Saksen-Lauenburg uit, maar dit had geen gevolgen voor de plaats van Mölln binnen het Hertogdom, waarvan het de lotgevallen deelde. In 1705 werd het onderdeel van Hannover, van 1803 tot 1814 was het Frans bezit, van 1816 tot 1865 Deens en daarna Pruisisch bezit.
De grote tijd van de zouthandel was inmiddels voorbij en Mölln was een klein plattelandsstadje met marktfunctie voor de regio geworden. De kwijnende economie kreeg in de negentiende eeuw impulsen door de aanleg van de spoorlijn Lübeck-Büchen (1851) en de ombouw van het Stecknitz-Delvenau-kanaal, dat alleen voor pramen geschikt was, tot het Elbe-Lübeck-kanaal (1896-1900). In 1913 werd in Mölln een officiersopleiding gevestigd en in 1933 werd ten zuidoosten van de stad een grote munitiefabriek gebouwd. De Tweede Wereldoorlog had een grote instroom van vluchtelingen tot gevolg, eerst uit Hamburg en daarna uit de oostelijke gebieden van het Duitse Rijk. Tussen 1939 en 1945 werd de bevolking meer dan verdubbeld en steeg van 6300 tot ruim 13.000. Na 1945 werd op het terrein van de munitiefabriek een opvangkamp gebouwd, dat later de wijk Waldstadt werd.
Door de afgelegen ligging nabij het IJzeren Gordijn kende Mölln na 1945 weinig mogelijkheden voor economische groei. Toerisme werd een belangrijke bron van inkomsten vanwege de landelijke omgeving met het Naturpark Lauenburgische Seen, het historische stadscentrum en de persoon van Till Eulenspiegel die in 1350 rechtop zou zijn begraven bij de kerk. In 1970 kreeg Mölln bovendien officieel de status van kuuroord. Na de hervorming van de gezondheidszorg gingen de grote klinieken zich toeleggen op revalidatie.

## Economie
Het toerisme wordt, mede vanwege de omgeving rondom de stad, gezien als een belangrijke factor door het stadsbestuur.
In het stadje stond tot aan haar faillissement in 2022 een middelgrote fabriek van machines en van draaibanken. 
Een nog bestaand ambachtelijk bedrijf, Eggers, te Mölln maakt de voor de Duitse Noord- en Oostzeestranden zo kenmerkende strandstoelen (Strandkörbe).

## Bezienswaardigheden
Het centrum van Mölln is sinds 1974 een beschermd stadsgezicht. De belangrijkste gebouwen zijn de Sint-Nikolaaskerk, het stadhuis en de Stadthauptmannshof, de woning van de voogd die door Lübeck was aangesteld. Het oudste bouwwerk van Mölln is de Sint-Nikolaaskerk op de top van de heuvel. In de vroeggotische kerk zijn muurschilderingen en zestiende-eeuwse kerkbanken met houtsnijwerk te zien. Tegen de buitenmuur, rechts van de ingang staat een zestiende-eeuwse gedenksteen voor Till Eulenspiegel. Het gotische stadhuis staat aan het marktplein direcht ten zuiden van de kerk en bevat het stedelijk museum. Aan het plein staan ook verschillende vakwerkhuizen, in één waarvan het Eulenspiegel-Museum is gevestigd. Op het plein staat een standbeeld van Till Eulenspiegel door Karlheinz Goedtke (1915-1995). Het standbeeld heeft glimmende schoenpunten en een duim, doordat aan toeristen wordt verteld dat het geluk brengt wanneer je tegelijkertijd de schoenpunten en de duim aanraakt. De Stadthauptmannshof is een complex van renaissancegebouwen ten oosten van de markt aan de Schulsee.

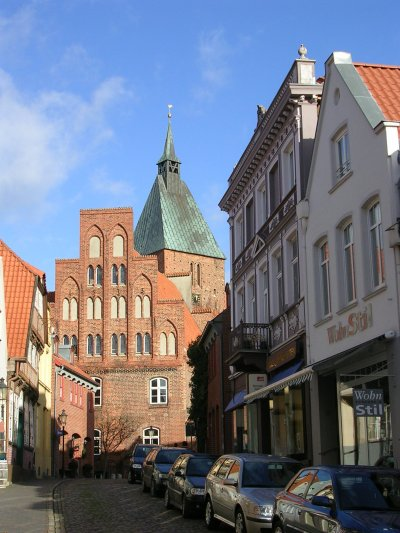
Marktstraße met het oude raadhuis in Mölln
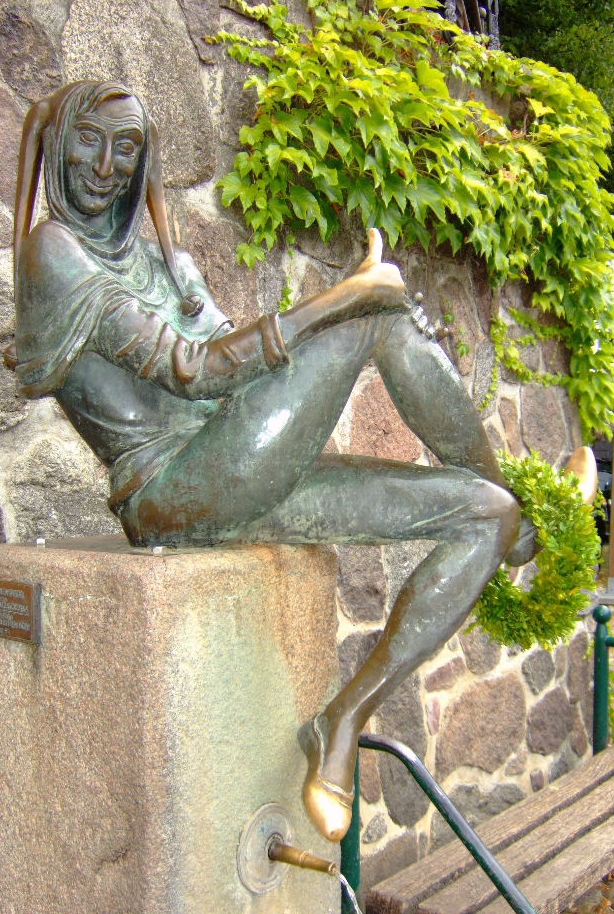
Standbeeld van Till Eulenspiegel op de Markt
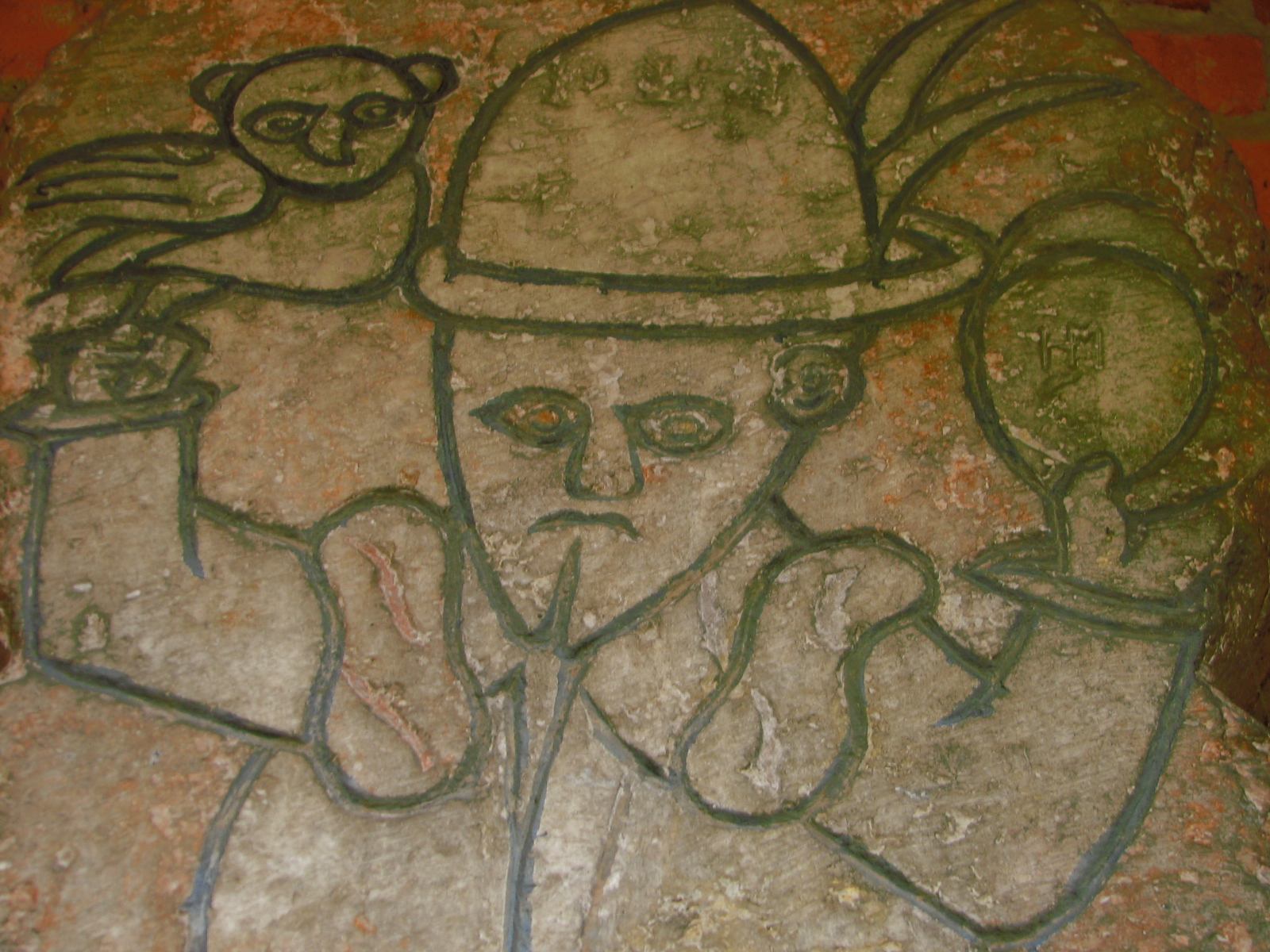
Detail van de gedenksteen voor Till Eulenspiegel bij de Sint-Nikolaaskerk
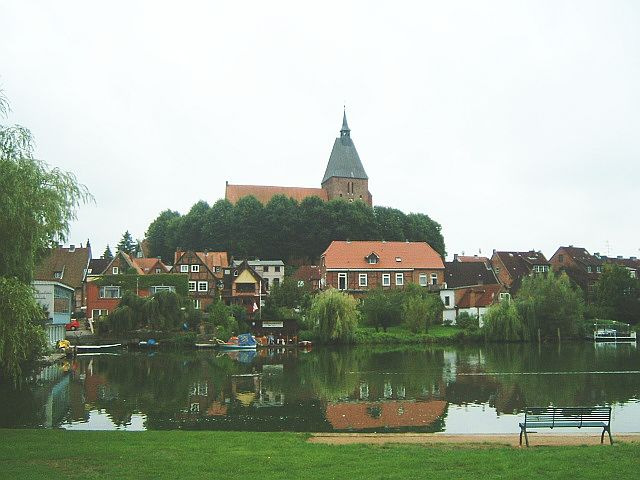
Zicht op de oude kern van Mölln van over de Stadtsee
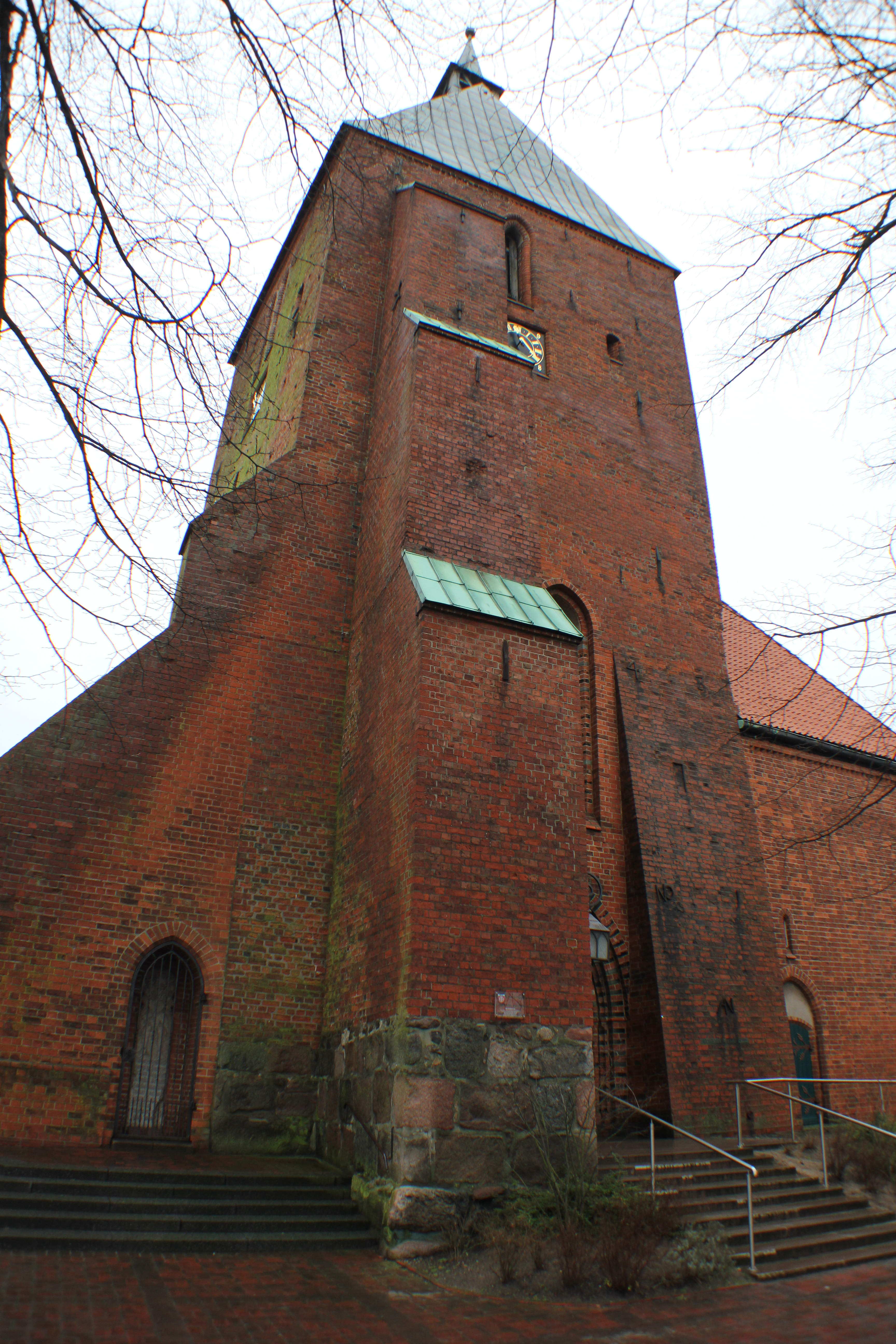
St. Nicolai

## Geboren
- Willi Padge (1943-2023), roeier

Albsfelde ·
Alt Mölln ·
Aumühle ·
Bäk ·
Bälau ·
Basedow ·
Basthorst ·
Behlendorf ·
Berkenthin ·
Besenthal ·
Bliestorf ·
Börnsen ·
Borstorf ·
Breitenfelde ·
Bröthen ·
Brunsmark ·
Brunstorf ·
Büchen ·
Buchholz ·
Buchhorst ·
Dahmker ·
Dalldorf ·
Dassendorf ·
Düchelsdorf ·
Duvensee ·
Einhaus ·
Elmenhorst ·
Escheburg ·
Fitzen ·
Fredeburg ·
Fuhlenhagen ·
Geesthacht ·
Giesensdorf ·
Göldenitz ·
Göttin ·
Grabau ·
Grambek ·
Grinau ·
Groß Boden ·
Groß Disnack ·
Groß Grönau ·
Groß Pampau ·
Groß Sarau ·
Groß Schenkenberg ·
Grove ·
Gudow ·
Gülzow ·
Güster ·
Hamfelde ·
Hamwarde ·
Harmsdorf ·
Havekost ·
Hohenhorn ·
Hollenbek ·
Hornbek ·
Horst ·
Juliusburg ·
Kankelau ·
Kasseburg ·
Kastorf ·
Kittlitz ·
Klein Pampau ·
Klein Zecher ·
Klempau ·
Klinkrade ·
Koberg ·
Kollow ·
Köthel ·
Kröppelshagen-Fahrendorf ·
Krukow ·
Krummesse ·
Krüzen ·
Kuddewörde ·
Kühsen ·
Kulpin ·
Labenz ·
Langenlehsten ·
Lankau ·
Lanze ·
Lauenburg/Elbe ·
Lehmrade ·
Linau ·
Lüchow ·
Lütau ·
Mechow ·
Möhnsen ·
Mölln ·
Mühlenrade ·
Müssen ·
Mustin ·
Niendorf/ Stecknitz ·
Niendorf bei Berkenthin ·
Nusse ·
Panten ·
Pogeez ·
Poggensee ·
Ratzeburg ·
Ritzerau ·
Römnitz ·
Rondeshagen ·
Roseburg ·
Sahms ·
Salem ·
Sandesneben ·
Schiphorst ·
Schmilau ·
Schnakenbek ·
Schönberg ·
Schretstaken ·
Schulendorf ·
Schürensöhlen ·
Schwarzenbek ·
Seedorf ·
Siebenbäumen ·
Siebeneichen ·
Sierksrade ·
Sirksfelde ·
Steinhorst ·
Sterley ·
Stubben ·
Talkau ·
Tramm ·
Walksfelde ·
Wangelau ·
Wentorf (Amt Sandesneben) ·
Wentorf bei Hamburg ·
Wiershop ·
Witzeeze ·
Wohltorf ·
Woltersdorf ·
Worth ·
Ziethen
Gemeentevrij gebied: Sachsenwald